# Modus operandi
La expresión modus operandi (que en latín significa «modo de obrar») se refiere en general a la manera de proceder de una persona o de un grupo de personas. Es de uso frecuente en español y en otras lenguas. Puede utilizarse en numerosos contextos: organizacional, logístico, profesional, científico y criminal.

## Práctica
En criminalística, se usa para referirse a cómo actuó el delincuente en una o diversas ocasiones, así como para establecer una pauta de comportamiento en diversos delitos de una misma persona; en concreto, se refiere al modo de funcionamiento típico de un criminal, y a las maneras de reaccionar frente a tal o cual situación.
Un determinado modus operandi, una vez identificado y detallado, puede utilizarse para ayudar a conducir una investigación con el fin de identificar al culpable o culpables. Por ejemplo, es posible que un ladrón tenga el hábito de entrar a una vivienda por una ventana del fondo, rompiéndola con una piedra o cortando el vidrio con un diamante, etcétera. Si un delincuente conocido lo liga de alguna manera con la vivienda, con el barrio o con los moradores habituales de la vivienda, entonces se convierte en sospechoso si el modus operandi que suele utilizar es similar al aplicado en el acto ilícito que se está investigando.
En la práctica, el uso cotidiano del término modus operandi se extiende más allá de las personas o grupos de personas. Puede encontrarse, entre otros usos:
- en el estudio del comportamiento de los animales; en especial, para citar el comportamiento de depredadores o roedores, cuando se alude, en medicina y en biología, a la conducta de un determinado virus dentro del huésped,
- en seguridad informática, para hablar de la forma en la que opera el malware.